# Cemani
La Cemani est l'une des quatre variétés de poule de la race indonésienne kedu dite ayam kedu (ayam signifie « poulet »). Hors de son pays d'origine, c'est une race unique avec standard et non une variété; les autres formes de « Kedu » n'étant pas homologuées ou reconnues en Europe. Elle est utilisée depuis des siècles dans certains rites, mais son premier cas de reproduction domestique connu remonte seulement aux années 1920. Ces spécimens possèdent un gène dominant qui provoque une hyper-pigmentation (fibromelanosis) et qui les rend entièrement noirs (plumes, organes, chair et os),,. Leur sang n'est cependant pas noir, bien que très sombre.

## Étymologie
Ayam signifie « poulet » en indonésien et Cemani pourrait venir, selon les sources, soit du nom d'un village de Java situé dans la banlieue sud de Surakarta, soit d'un mot sanscrit qui signifie « tout noir ».

## Origine

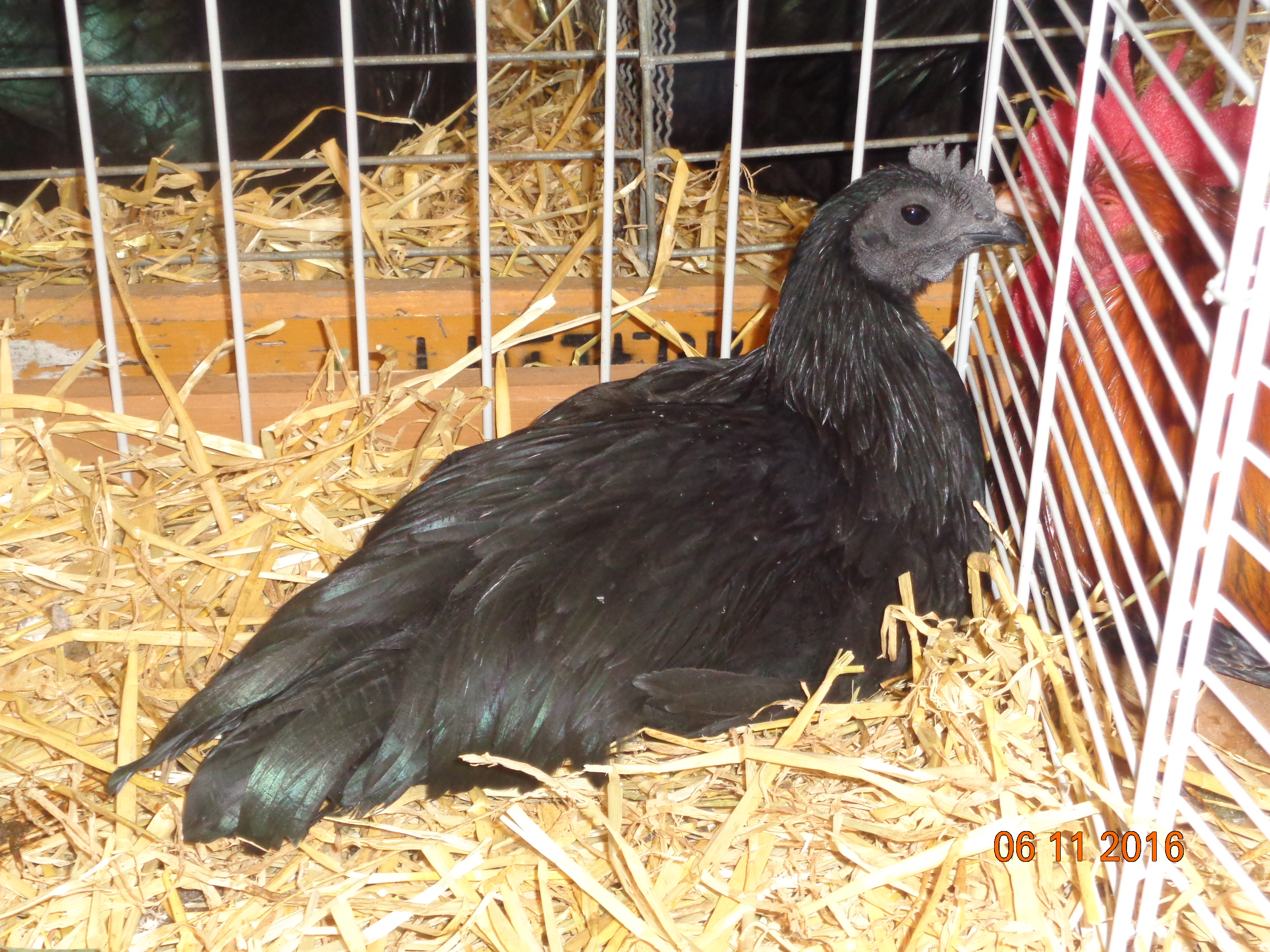
Jeune coq.

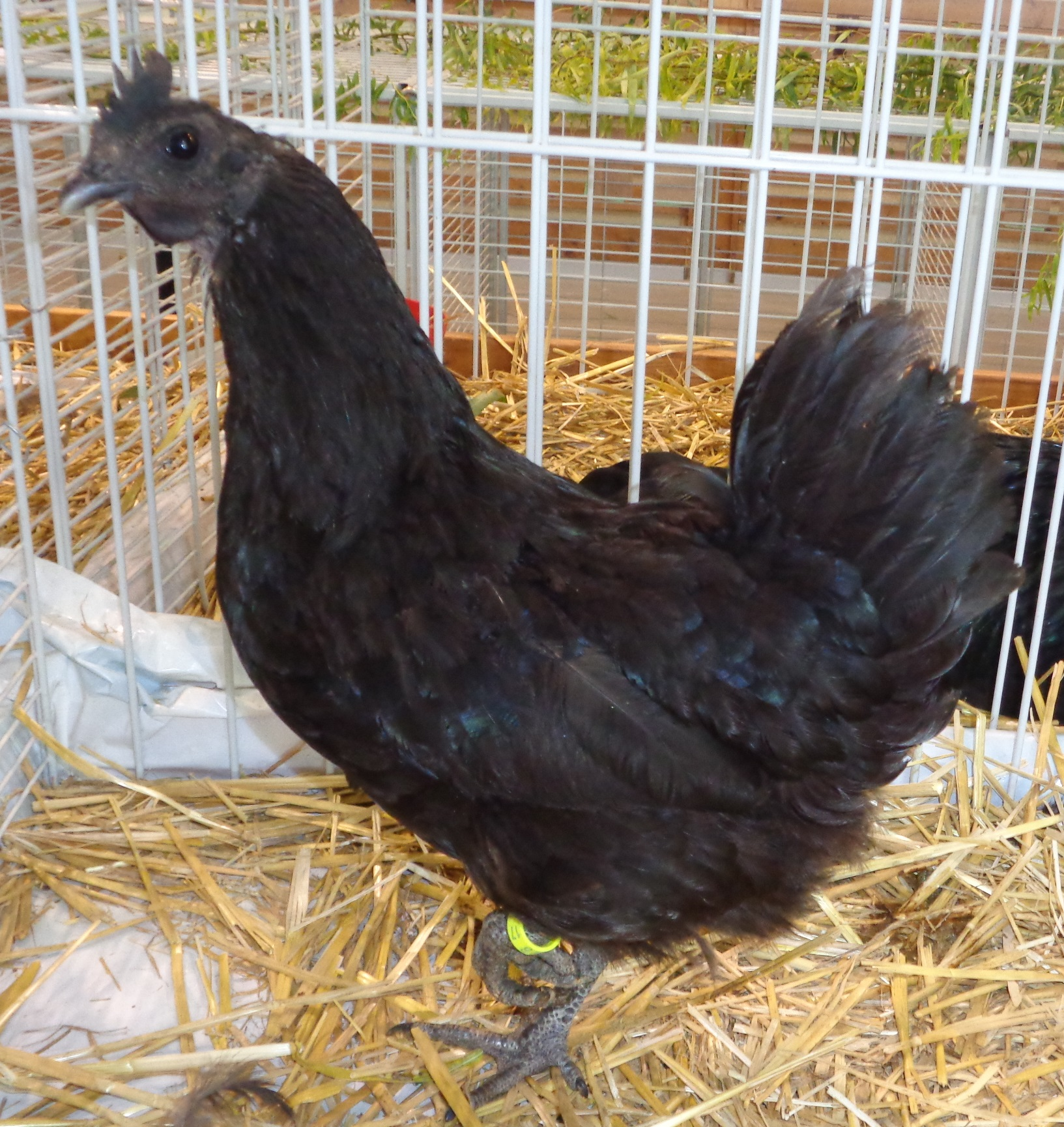
Poule.

On sait peu de choses sur cette variété de gallinacé. Elle est originaire des îles de Java et Sumatra, en Indonésie, et était probablement en usage depuis des siècles et utilisée pour des rites religieux et mystiques. Le principal « améliorateur » de la race est réputé être M. Tjokromihardjo de Grabag (id), près de Magelang, ville de Java central ; son fils est aujourd'hui propriétaire d'une grande ferme industrielle[réf. nécessaire].

Ces poules ont d'abord été décrites par les colons hollandais. Leurs œufs ne sont pas noirs, mais clairs. 

Il semble que cette mutation ait existé en Afrique de l'Est : le chevalier Louis de Jaucourt décrit ainsi les poules de la région de Zaizibar dans l’Encyclopédie : « Les poules qu’on y nourrit sont bonnes, mais la chair en est noire ».

Elles ont été importées en Europe en 1998 par l'éleveur néerlandais Jan Steverink. Actuellement, on trouve de telles volailles aux Pays-Bas, en Allemagne, en France, en Belgique, en Slovaquie et en République tchèque[réf. nécessaire].

## Culture et notoriété

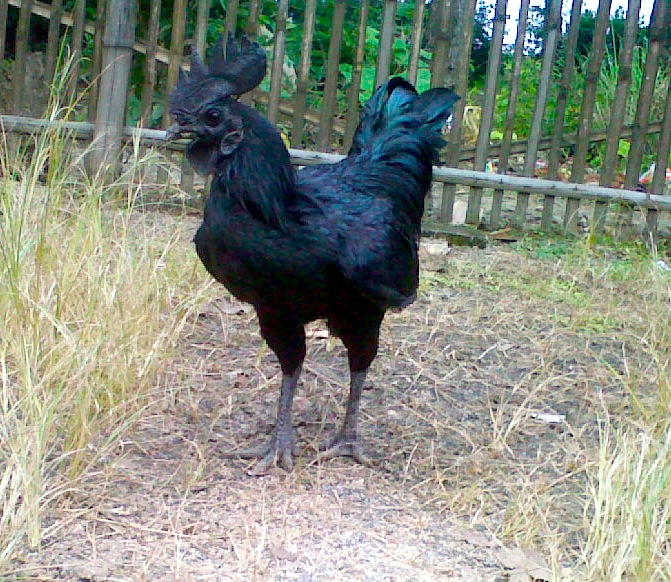
Coq.

Les Ayam Cemani, en particulier les « noirs parfaits », ont une très grande valeur en Indonésie parce qu'on croit qu'ils possèdent des pouvoirs mystiques[réf. nécessaire]. 

Aux États-Unis, des spécimens ont été vendus pour 2 500 dollars.

## Sources
- Le Standard officiel des volailles (Poules, oies, dindons, canards et pintades), édité par la Société centrale d'aviculture de France.
- http://volaillepoultry.pagesperso-orange.fr/pouletrangc.html